# 羅吉茲納 (斯克維拉區)
49°52′8″N 29°42′32″E / 49.86889°N 29.70889°E
羅希茲納（烏克蘭語：Рогізна）是位於烏克蘭北部的村莊，由基辅州白采爾克瓦區的斯克維拉市鎮負責管轄。該村始建於十七世紀，面積2.75平方公里，海拔高度211米，2001年人口563，人口密度每平方公里204.7人。